# Robert D. Webb
Robert D. Webb (Kentucky, 8 de janeiro de 1903 – Orange County, Califórnia, 18 de abril de 1990) foi um cineasta estadunidense.

## Carreira
Webb entrou para o mundo do cinema em 1919, como assistente de cameraman na 20th Century-Fox, onde passou grande parte de sua vida profissional. Na década de 1930 foi assistente de diretor e diretor de segunda unidade. Por fim, em 1945, estreou na direção com The Caribbean Mystery e A Aranha (The Spider), produções modestas, destinadas a complementar sessões duplas. Nada aconteceu, no entanto, e Webb retornou para a segunda unidade; porém, a experiência adquirida com cenas de ação permitiu-lhe voltar a dirigir anos depois, passando a executar projetos caprichados, em Cinemascope e com astros em ascensão, como Robert Wagner, Anthony Quinn e Jeffrey Hunter. Rochedos da Morte (Beneath the 12-Mile Reef, 1953), A Lei do Bravo (White Feather, 1955) e As Sete Cidades do Ouro (Seven Cities of Gold, 1955) são lembrados pelos belos cenários e agitadas sequências de ação. Todavia, seu melhor momento foi no faroeste À Borda da Morte (The Proud Ones, 1956), com Robert Ryan no papel do xerife que vê sua cegueira avançar enquanto tenta limpar a cidade.
Ainda em 1956, Webb esteve no comando de Ama-me com Ternura (Love Me Tender), a estreia de Elvis Presley no cinema. Apesar do sucesso de público, Webb não conseguiu outras grandes chances e em 1963 voltou à direção de segunda unidade, agora na Universal. Fez algum trabalho para a televisão e ainda assinou alguns filmes, o último dos quais um documentário sobre o music hall inglês.
Em 1938, Webb recebeu o prêmio Oscar da categoria Melhor Assistente de Diretor pelo filme No Velho Chicago (In Old Chicago, 1937), de Henry King. Casou-se em 1951 com Barbara McLean, com quem viveu até sua morte. Sua esposa foi uma das primeiras mulheres montadoras de Hollywood. Ela recebeu sete indicações para o Oscar, tendo ganhado em 1945 pela edição de Wilson (idem, 1944), curiosamente também dirigido por Henry King.

## Filmografia
Todos os títulos em português referem-se a exibições no Brasil.
- 1945 Caribbean Mystery
- 1945 A Aranha (The Spider)
- 1953 Rochedos da Morte (Beneath the 12-Mile Reef)
- 1953 Gloriosa Brigada (The Glory Brigade)
- 1955 A Lei do Bravo (White Feather)
- 1955 As Sete Cidades do Ouro (Seven Cities of Gold)
- 1956 No Limiar do Espaço (On the Threshold of Space)
- 1956 À Borda da Morte (The Proud Ones)
- 1956 Ama-me com Ternura (Love Me Tender)
- 1957 Herança de um Forçado (The Way of the Gold)
- 1960 Gigantes em Luta (Guns of the Timberland)
- 1961 Sete Mulheres no Inferno (Seven Women from Hell)
- 1961 Os Piratas de Tortuga (Pirates of Tortuga)
- 1967 Quando os Espiões Atacam (The Cape Town Affair)
- 1967 Os Chacais (The Jackals)
- 1968 A Little What You Fancy